# Rafael Boasman
Rafael Boasman (né le 5 juin 1953) est un homme politique saint-martinois, Premier ministre entre novembre 2017 et janvier 2018.